# 贝林扎戈诺瓦雷塞
贝林扎戈诺瓦雷塞（義大利語：Bellinzago Novarese），是意大利诺瓦拉省的一个市镇。总面积39平方公里，人口9259人，人口密度237.4人/平方公里（2009年）。ISTAT代码为003016。